# Генц, Генрих
Иоганн Генрих Генц (англ. Johann Heinrich Gentz; 5 февраля 1766, Бреславль — 3 октября 1811, Берлин) — немецкий архитектор неоклассицизма и прусский чиновник в области строительства.

## Биография
Генц — второй сын бреславльского минцмейстера Иоганна Фридриха Генца, который в 1779 году был назначен генеральным директором по монетному делу и был знаком с Лессингом, Кантом, Мендельсоном и Гарве. По материнской линии Генц приходился кузеном воспитателю прусских принцев и министру Фридриху Ансильону. Через брата Фридриха Генца, венского публициста и историка и ближайшего сотрудника князя Меттерниха, и его другого брата Людвига, военного советника в прусском министерстве финансов, Генц находился в родственных связях и дружил с архитектором Давидом Фридрихом Жилли.
В 1783—1790 годах Герц изучал архитектуру в Берлинской академии художеств у Гонтарда. В 1790—1795 годах Генц находился в Италии, провёл два с половиной года в Риме и длительное время исследовал древнегреческие руины на Сицилии, о чём составил подробные путевые заметки. Затем Генц работал в Берлине в высшем придворном строительном ведомстве, с 1796 года — в Академии художеств и с 1799 году стал соучредителем Берлинской академии архитектуры, в которой преподавал градостроительство в звании профессора. Благодаря Иоганна Вольфганга Гёте в 1801 году Генц получил право работать самостоятельно в Берлине и по приглашению поэта переехал в Веймар, где работал над резиденцией герцога Карла Августа и другими сооружениями при дворе. В Веймаре Генц сблизился с Гёте и познакомился с Фридрихом Шиллером и Кристофом Мартином Виландом. В 1803 году Генц вернулся в Берлин и в том же году вошёл в состав сената Академии художеств, с 1805 года являлся ординарным членом, с 1809 года занимал должность секретаря сената. В качестве старшего строительного советника в 1810 году Генц был назначен первым директором комиссии по строительству Городского дворца в Берлине. В том же году Генрих Генц вместе с Вильгельмом Гумбольдтом и археологом Алоисом Хиртом, которого он уже знал по Италии, был назначен ответственным за оформление дворца принца Генриха под здание университета.

## Произведения
- 1798—1800: Королевский монетный двор на Фридрихсвердерском рынке в Берлине, снесён в 1886
- 1800: памятник на могиле Жилли
- 1801—1803: реконструкция Веймарского городского дворца
- 1802: Театр Гёте в Бад-Лаухштедте
- 1810: проект аудитории в здании Берлинского университета во Дворец принца Генриха
- 1810: Мавзолей Шарлоттенбургского дворца
- 1811: проект фасада Дворца принцесс на Унтер-ден-Линден

## Труды
- Briefe über Sizilien. In: Neue deutsche Monatsschrift, 1795, S. 314—345.
- Beschreibung der für das Huldigungsfest bestimmten und ausgeführten Verzierungen. In: Jahrbuch der preußischen Monarchie, 2, 1798, S. 467—476.
- Beschreibung des neuen Königlichen Münzgebäudes. In: Sammlung nützlicher Aufsätze und Nachrichten die Baukunst betreffend, 1, 1800, S. 14-26.
- Michael Bollé, Karl-Robert Schütze (Hrsg.): Heinrich Gentz. Reise nach Rom und Sizilien 1790—1795. Aufzeichnungen und Skizzen eines Berliner Architekten. Berlin 2004, ISBN 3-922912-57-5.